# Xinguara Municipal Airport
Xinguara Municipal Airport (franska: Aéroport municipal de Xinguara) är en flygplats i Brasilien.   Den ligger i kommunen Xinguara och delstaten Pará, i den centrala delen av landet, 1 000 km norr om huvudstaden Brasília. Xinguara Municipal Airport ligger 241 meter över havet.
Terrängen runt Xinguara Municipal Airport är platt. Runt Xinguara Municipal Airport är det glesbefolkat, med 8 invånare per kvadratkilometer..
Omgivningarna runt Xinguara Municipal Airport är huvudsakligen savann.